# Episodi di Waking the Dead (terza stagione)
La terza stagione della serie televisiva Waking the Dead è stata trasmessa nel Regno Unito nel 2003.
In Italia è andata in onda dal 28 maggio 2007 all'8 giugno 2007 su Hallmark Channel e in chiaro su Giallo dal 9 aprile al 30 aprile 2013.
| Nº | Titolo originale         | Titolo italiano            | Prima TV UK       | Prima TV Italia |
| -- | ------------------------ | -------------------------- | ----------------- | --------------- |
| 1  | Multistorey, Part 1      | Multistorey - parte 1      | 14 settembre 2003 | 28 maggio 2007  |
| 2  | Multistorey, Part 2      | Multistorey - parte 2      | 15 settembre 2003 | 28 maggio 2007  |
| 3  | Walking On Water, Part 1 | Walking On Water - parte 1 | 21 settembre 2003 | 4 giugno 2007   |
| 4  | Walking On Water, Part 2 | Walking On Water - parte 2 | 22 settembre 2003 | 4 giugno 2007   |
| 5  | Breaking Glass, Part 1   | Breaking Glass - parte 1   | 27 settembre 2003 | 11 giugno 2007  |
| 6  | Breaking Glass, Part 2   | Breaking Glass - parte 2   | 28 settembre 2003 | 11 giugno 2007  |
| 7  | Final Cut, Part 1        | Final Cut - parte 1        | 5 ottobre 2003    | 18 giugno 2007  |
| 8  | Final Cut, Part 2        | Final Cut - parte 2        | 6 ottobre 2003    | 18 giugno 2007  |